# María León (actriz)
María León Barrios (Sevilla, 30 de julio de 1984) es una actriz española. Es hermana del actor y director Paco León, e hija de la también actriz Carmina Barrios.

## Biografía

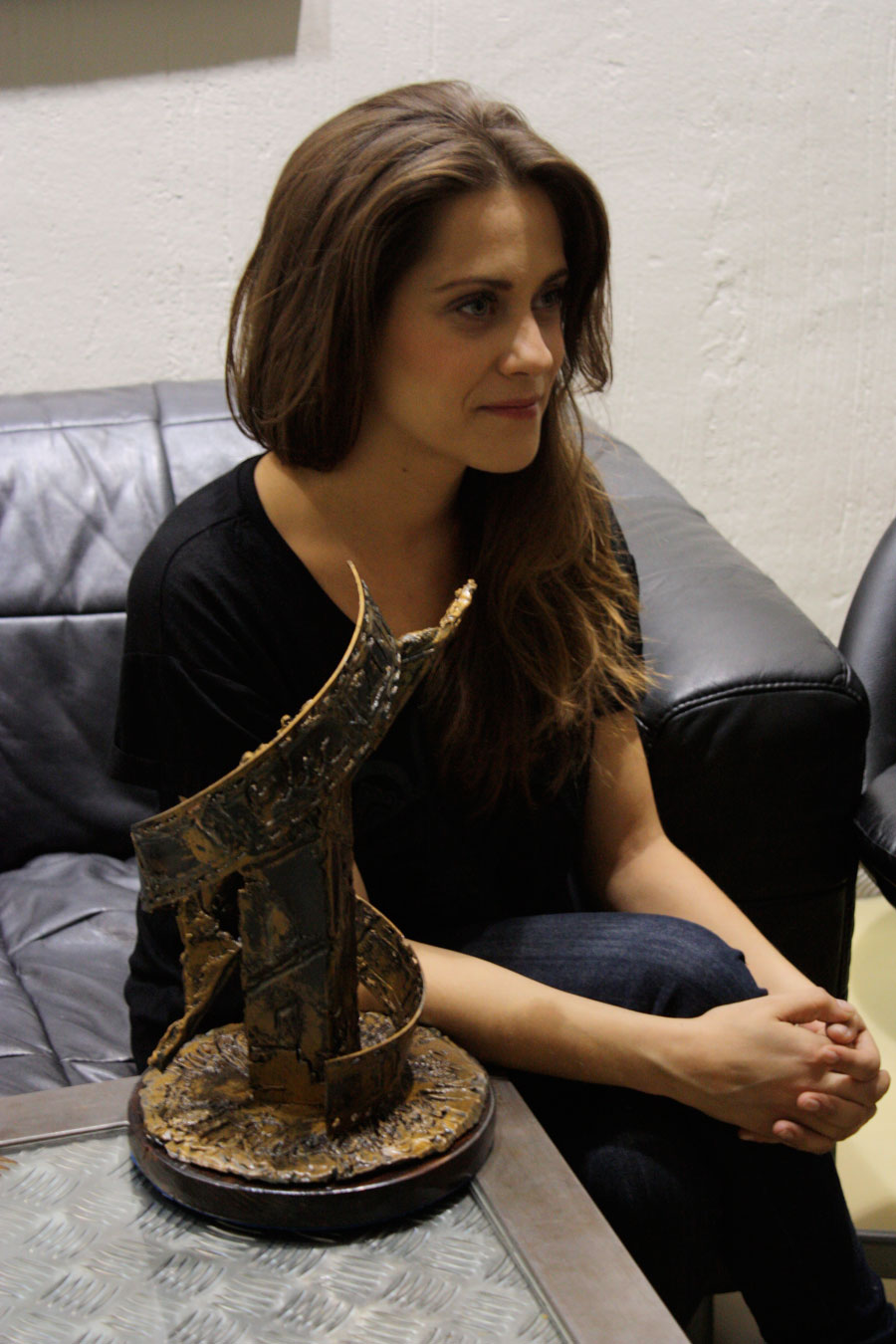
María León junto al premio del Festival CiBRA a la mejor interpretación por La voz dormida

Formada en la Escuela La Platea de Madrid y con Ana Rodríguez Costa en Barcelona, su primer papel protagonista lo obtuvo en la serie de televisión SMS. A partir de entonces ha intervenido en otras series como Cuenta atrás, Maitena: Estados alterados, La tira, o Con el culo al aire, en roles tanto protagónicos como secundarios, así como en la tv movie Una bala para el rey. En la gran pantalla ha formado parte del reparto de Fuga de cerebros, Cuerpo de élite.
En 2011 recibió la Concha de Plata a la mejor actriz en el Festival Internacional de Cine de San Sebastián y el Premio Goya a la mejor actriz revelación por su primer papel protagónico en una película, La voz dormida, de Benito Zambrano. También participó en un capítulo de la serie Los Quién.
En el año 2012 compartió papel principal junto a su madre en la película Carmina o revienta, dirigida por su hermano Paco León. Repitió como protagonista, de nuevo junto a su madre, en la película Carmina y amén, continuación de la anterior y estrenada en 2014.
Entre 2012 y 2014 forma parte del reparto principal de Con el culo al aire para Antena 3 interpretando a Sandra Rojo.
Un año después, en 2015 protagoniza Allí abajo interpretando a Carmen Almonte junto a Jon Plazaola para Antena 3 que se mantuvo en emisión durante cinco temporadas hasta 2019 que finalizó la serie. En 2018 participa en un capítulo de Cuerpo de élite.
A finales de 2019 participa en la segunda tempora de La casa de las flores interpretando a Purificación, la hermana del personaje de Paco León, en 2020 se confirma que también está presente en la tercera y última temporada como personaje principal.
En 2023 ficha por la nueva serie Noche de chicas de Vix. También participa en un capítulo de Mentiras pasajeras para SkyShowtime.
En junio de 2023 el juzgado número 18 de Sevilla dicta orden de procesamiento contra la actriz por los insultos y agresión a una agente de la policía local. La actriz anteriormente había negado tales acciones y había aludido a un estado de embriaguez, pero la magistrada encontró pruebas suficientes para el procesamiento.

## Filmografía

### Series de televisión
| Año       | Título                 | Personaje                           | Cadena                 | Datos        |
| --------- | ---------------------- | ----------------------------------- | ---------------------- | ------------ |
| 2006-2007 | SMS, sin miedo a soñar | Leticia "Leti"                      | La Sexta               | 99 episodios |
| 2007      | Hospital Central       | Mabel                               | Telecinco              | 1 episodio   |
| 2007      | Cuenta atrás           | Tatiana                             | Cuatro                 | 1 episodio   |
| 2008-2010 | La tira                | Rosario "Chari"                     | La Sexta               | 82 episodios |
| 2009      | Una bala para el Rey   | Ada                                 | Antena 3               | 2 episodios  |
| 2010-2011 | Aída                   | María José "La José"                | Telecinco              | 3 episodios  |
| 2011      | Los Quién              | Arancha                             | Antena 3               | 1 episodio   |
| 2012-2014 | Con el culo al aire    | Sandra Rojo                         | Antena 3               | 42 episodios |
| 2015-2019 | Allí abajo             | Carmen Almonte Morales              | Antena 3               | 69 episodios |
| 2018      | Cuerpo de élite        | Dolores "Lola" Rivera               | Antena 3               | 1 episodio   |
| 2019-2020 | La casa de las flores  | Purificación "Puri" Riquelme Torres | Netflix                | 10 episodios |
| 2021      | Besos al aire          | Nines                               | Disney+ / Telecinco    | 2 episodios  |
| 2022      | Heridas                | Yolanda Romero                      | Antena 3 / Atresplayer | 13 episodios |
| 2023      | Noche de chicas        | Dolores "Lola"                      | Vix                    | 6 episodios  |
| 2023      | El hijo zurdo          | Lola Izquierdo                      | Movistar +             | 6 episodios  |
| 2023      | Mentiras pasajeras     | Marijó                              | SkyShowtime            | 3 episodios  |
| 2024      | El caso Asunta         | Agente Cristina Cruces              | Netflix                | 6 episodios  |
| 2024      | Atasco                 | Sonia                               | Prime Video            | 6 episodios  |
| 2025      | Perdiendo el juicio    | Carlota                             | Antena 3 / Atresplayer | 9 episodios  |

### Cine
| Año  | Película                 | Personaje                        | Director                                   |
| ---- | ------------------------ | -------------------------------- | ------------------------------------------ |
| 2009 | Fuga de cerebros         | Chica discoteca                  | Fernando González Molina                   |
| 2011 | La voz dormida           | Josefa "Pepita" Rodríguez García | Benito Zambrano                            |
| 2012 | Carmina o revienta       | María                            | Paco León                                  |
| 2014 | Marsella                 | Sara                             | Belén Macías                               |
| 2014 | Carmina y amén           | María                            | Paco León                                  |
| 2015 | Rey Gitano               | Dolores                          | Juanma Bajo Ulloa                          |
| 2015 | Los miércoles no existen | Patricia                         | Peris Romano                               |
| 2016 | Cuerpo de élite          | Dolores "Lola" Rivera            | Joaquín Mazón                              |
| 2017 | El autor                 | Amanda                           | Manuel Martín Cuenca                       |
| 2018 | Sin fin                  | María                            | José Esteban Alenda y César Esteban Alenda |
| 2018 | Escapada                 | Lucía                            | Sarah Hirtt                                |
| 2019 | Los Japón                | Encarni                          | Álvaro Díaz Lorenzo                        |
| 2020 | La lista de los deseos   | Eva                              | Álvaro Díaz Lorenzo                        |
| 2021 | Donde caben dos          | Alba                             | Paco Caballero                             |
| 2022 | La piedad                | Carolina                         | Eduardo Casanova                           |
| 2022 | Historias para no dormir | Ana                              | Cesc Gay                                   |
| 2022 | El universo de Óliver    | Carmela                          | Alexis Morante                             |
| 2022 | Rainbow                  | Mujer                            | Paco León                                  |
| 2023 | Cerrar los ojos          | Belén Granados                   | Víctor Erice                               |

## Premios y nominaciones
Festival Internacional de Cine de San Sebastián
| Año  | Categoría                         | Película       | Resultado |
| ---- | --------------------------------- | -------------- | --------- |
| 2011 | Concha de Plata a la mejor actriz | La voz dormida | Ganadora  |

Premios Goya
| Año  | Categoría                                  | Película           | Resultado |
| ---- | ------------------------------------------ | ------------------ | --------- |
| 2011 | Mejor actriz revelación                    | La voz dormida     | Ganadora  |
| 2012 | Mejor interpretación femenina de reparto   | Carmina o revienta | Nominada  |
| 2014 | Mejor interpretación femenina protagonista | Marsella           | Nominada  |

Premios de la Unión de Actores
| Año  | Categoría                         | Película       | Resultado |
| ---- | --------------------------------- | -------------- | --------- |
| 2011 | Mejor actriz protagonista de cine | La voz dormida | Ganadora  |

Medallas del Círculo de Escritores Cinematográficos
| Año  | Categoría                 | Película           | Resultado |
| ---- | ------------------------- | ------------------ | --------- |
| 2011 | Actor o actriz revelación | La voz dormida     | Ganadora  |
| 2012 | Mejor actriz secundaria   | Carmina o revienta | Nominada  |
| 2014 | Mejor actriz              | Marsella           | Nominada  |
| 2014 | Mejor actriz secundaria   | Carmina y amén     | Nominada  |

Fotogramas de Plata
| Año  | Categoría            | Película       | Resultado |
| ---- | -------------------- | -------------- | --------- |
| 2011 | Mejor actriz de cine | La voz dormida | Nominada  |

Premios Cinematográficos José María Forqué
| Año  | Categoría    | Película       | Resultado |
| ---- | ------------ | -------------- | --------- |
| 2011 | Mejor actriz | La voz dormida | Nominada  |

Festival CiBRA
| Año  | Categoría            | Película       | Resultado |
| ---- | -------------------- | -------------- | --------- |
| 2011 | Mejor interpretación | La voz dormida | Ganadora  |

Premio San Pancracio
| Año  | Categoría               | Película       | Resultado |
| ---- | ----------------------- | -------------- | --------- |
| 2012 | Mejor actriz revelación | La voz dormida | Ganadora  |

Neox Fan Awards
| Año  | Categoría                  | Película            | Resultado |
| ---- | -------------------------- | ------------------- | --------- |
| 2012 | Mejor actriz de televisión | Con el culo al aire | Nominada  |
| 2013 | Mejor actriz de televisión | Con el culo al aire | Ganadora  |
| 2015 | La prota de la tele        | Allí abajo          | Nominada  |